# إدوارد ديفيز (كاهن)
إدوارد ديفيز (بالإنجليزية: Edward Davies)‏ هو كاهن وكاتب أمريكي، ولد في 1827 في نيويورك في الولايات المتحدة، وتوفي في 8 ديسمبر 1905.